# Ek Tha Tiger
Ek Tha Tiger è un film del 2012 diretto da Kabir Khan.
Il titolo tradotto significa "C'era una tigre". Il 22 dicembre 2017 è uscito nelle sale indiane il sequel Tiger Zinda Hai.

## Trama
Nell'ambiente dello spionaggio internazionale c'è una continua lotta fra i servizi segreti indiani e pakistani. In una delle operazioni di lavoro, Tiger (nome in codice dell'agente indiano) s'innamora di Zoya (agente dell'ISI).